# Oposició (política)
L'oposició al sentit polític es diu del conjunt de persones, partits, moviments o organitzacions que s'oposen a la política d'un govern i que intenten d'obtenir canvis de política o de govern per a mitjans pacífics o violents.
En una democràcia es distingeixen d'un costat l'oposició parlamentària, que està formada pel conjunt dels polítics elegits al parlament que no fan part dels partits de la majoria al govern i d'un altre costat l'oposició extraparlamentària, constituïda per grups de pressió (sindicats, lobbys, moviments civils, organitzacions no governamentals…). En un règim dictatorial, ans al contrari només existeix una oposició extraparlamentària.
El terme s'utilitza mutatis mutandis també als nivells polítics inferiors (províncies, municipis...).